# The Magician's House
The Magician's House a fost un serial de televiziune britanic din 1999 regizat de Paul Lynch, bazat pe un cvartet de cărți fantastice pentru copii de William Corlett.

## Legături externe
- The Magician's House la Internet Movie Database